# Stiffelio
 Stiffelio  (titlul original: în italiană Stiffelio) este o operă în trei acte și cinci tablouri de Giuseppe Verdi, după un libret de Francesco Maria Piave, bazat pe piesa „Le pasteur, ou L'évangile et le foyer“ de Émile Souvestre și Eugène Bourgeois. 
Premiera operei a avut loc la Teatro Grande din Triest, în ziua de 16 noiembrie 1850, libretul operei fiind grav denaturat de către organele de cenzură. Din acest motiv, Giuseppe Verdi împreună cu libretistul Francesco Maria Piave au prezentat șapte ani mai târziu la Rimini o altă versiune a acestei opere, intitulată “Aroldo”, bazată pe piesele “The Betrothed” ("Logodnica") de Walter Scott și “Harold, the Last of the Saxon Kings” (“Harold, ultimul rege saxon”) de Edward Bulwer-Lytton.
Durata operei: cca 110 minute. 
Locul și perioada de desfășurare a acțiunii: castelul contelui Stankar de pe malul râului Salzach (lângă Salzburg); începutul secolului al XIX-lea.

## Personajele principale
- Stiffelio, pastor protestant (tenor)
- Lina, soția sa, fiica contelui Stankar (soprană)
- Dorotea, verișoara Linei (mezzo-soprană)
- Contele Stankar, vechi comandant militar (bariton)
- Jorg, un pastor vârstnic (bas)
- Raffaele, nobil de Leuthold (tenor)
- Federico von Frengel, verișorul Linei (tenor)
- Fritz, un servitor, rol mut
- servitori, credincioși [2]